# Sant Dèir (Puèi Domat)
Sant Dier d'Auvèrnha (en francès Saint-Dier-d'Auvergne) és un municipi francès situat al departament del Puèi Domat i a la regió d'Alvèrnia-Roine-Alps. L'any 2007 tenia 550 habitants.

## Demografia

### Població
El 2007 la població de fet de Saint-Dier-d'Auvergne era de 550 persones. Hi havia 256 famílies de les quals 103 eren unipersonals (53 homes vivint sols i 50 dones vivint soles), 65 parelles sense fills, 80 parelles amb fills i 8 famílies monoparentals amb fills.
La població ha evolucionat segons el següent gràfic:
Habitants censats

### Habitatges
El 2007 hi havia 404 habitatges, 256 eren l'habitatge principal de la família, 112 eren segones residències i 36 estaven desocupats. 368 eren cases i 32 eren apartaments. Dels 256 habitatges principals, 201 estaven ocupats pels seus propietaris, 38 estaven llogats i ocupats pels llogaters i 16 estaven cedits a títol gratuït; 2 tenien una cambra, 8 en tenien dues, 52 en tenien tres, 72 en tenien quatre i 122 en tenien cinc o més. 172 habitatges disposaven pel capbaix d'una plaça de pàrquing. A 131 habitatges hi havia un automòbil i a 87 n'hi havia dos o més.

### Piràmide de població
La piràmide de població per edats i sexe el 2009 era:
| Homes | Edats   | Dones |
| ----- | ------- | ----- |
| 0     | 95 o +  | 0     |
| 0     | 90 a 94 | 12    |
| 0     | 85 a 89 | 0     |
| 0     | 80 a 84 | 0     |
| 8     | 75 a 79 | 12    |
| 16    | 70 a 74 | 28    |
| 20    | 65 a 69 | 28    |
| 12    | 60 a 64 | 16    |
| 24    | 55 a 59 | 32    |
| 20    | 50 a 54 | 20    |
| 28    | 45 a 49 | 24    |
| 8     | 40 a 44 | 8     |
| 20    | 35 a 39 | 20    |
| 8     | 30 a 34 | 28    |
| 16    | 25 a 29 | 4     |
| 20    | 20 a 24 | 12    |
| 4     | 15 a 19 | 12    |
| 8     | 10 a 14 | 12    |
| 16    | 5 a 9   | 24    |
| 8     | 0 a 4   | 28    |

## Economia
El 2007 la població en edat de treballar era de 326 persones, 227 eren actives i 99 eren inactives. De les 227 persones actives 203 estaven ocupades (104 homes i 99 dones) i 23 estaven aturades (11 homes i 12 dones). De les 99 persones inactives 51 estaven jubilades, 24 estaven estudiant i 24 estaven classificades com a «altres inactius».

### Ingressos
El 2009 a Saint-Dier-d'Auvergne hi havia 260 unitats fiscals que integraven 584 persones, la mediana anual d'ingressos fiscals per persona era de 15.015 €.

### Activitats econòmiques
Dels 32 establiments que hi havia el 2007, 3 eren d'empreses alimentàries, 7 d'empreses de construcció, 6 d'empreses de comerç i reparació d'automòbils, 5 d'empreses de transport, 3 d'empreses d'hostatgeria i restauració, 1 d'una empresa financera, 3 d'empreses immobiliàries, 1 d'una empresa de serveis, 2 d'entitats de l'administració pública i 1 d'una empresa classificada com a «altres activitats de serveis».
Dels 12 establiments de servei als particulars que hi havia el 2009, 1 era una gendarmeria, 1 oficina de correu, 1 una oficina bancària, 1 taller de reparació d'automòbils i de material agrícola, 2 guixaires pintors, 2 fusteries, 3 lampisteries i 1 agència immobiliària.
Dels 3 establiments comercials que hi havia el 2009, 1 era una fleca, 1 una llibreria i 1 una floristeria.
L'any 2000 a Saint-Dier-d'Auvergne hi havia 29 explotacions agrícoles que ocupaven un total de 850 hectàrees.

## Equipaments sanitaris i escolars
L'únic equipament sanitari que hi havia el 2009 era una farmàcia.
El 2009 hi havia una escola elemental integrada dins d'un grup escolar amb les comunes properes formant una escola dispersa. Saint-Dier-d'Auvergne disposava d'un col·legi d'educació secundària amb 173 alumnes.

## Poblacions més properes
El següent diagrama mostra les poblacions més properes.